# 中遠海運國際 (香港)
中遠海運國際（香港）有限公司，簡稱中遠海運國際（香港）和中遠海運國際（英語：COSCO SHIPPING International (Hong Kong) Co., Ltd.，港交所：517）。
中國遠洋海運集團有限公司旗下「中遠海運（香港）有限公司」的子公司，主要負責船舶貿易代理、船舶保險顧問、船舶設備、備件及通導設備銷售，以及塗料生產及銷售。
前身為「中遠國際控股有限公司」。
它在1992年在香港交易所上市。
2016年11月17日，原名稱「中遠國際控股有限公司」，更名為「中遠海運國際（香港）有限公司」。
2016年11月28日，該公司以118,400,000港元（15,264,518美元），收購從中遠海運金融控股有限公司和招商局海通貿易有限公司，所持有中海通船舶供應有限公司股權。

## 連結
- coscointl.com（页面存档备份，存于）